# Slovenska popevka 2002
Slovenska popevka 2002 je potekala 6. julija na Ljubljanskem gradu. Vodila jo je Vesna Malnar.

## Nastopajoči
| #   | Izvajalec                    | Naslov pesmi           | Avtor glasbe     | Avtor besedila      | Avtor aranžmaja |
| --- | ---------------------------- | ---------------------- | ---------------- | ------------------- | --------------- |
| 1.  | Nuša Derenda                 | Pesek v oči            | Matjaž Vlašič    | Urša Vlašič         | Alan Bjelinski  |
| 2.  | Ana Dežman & Branko Robinšak | Noč želja              | Rok Golob        | Primož Peterca      | Rok Golob       |
| 3.  | Vera Trafella                | Ne, ne ljubi me        | Dušan Erbus      | Damjana Kenda Hussu | Rok Golob       |
| 4.  | Folkrola                     | Razuzdaj konje         | Samo Javornik    | Samo Javornik       | Patrik Greblo   |
| 5.  | Regina                       | Moja zemlja            | Aleksander Kogoj | Štefan Miljevič     | Rok Golob       |
| 6.  | Kalamari                     | Zadnja šansa           | Danilo Kocjančič | Drago Mislej        | Patrik Greblo   |
| 7.  | Malala (Tina Kovačič)        | Človek                 | Marino Legovič   | Miša Čermak         | Marino Legovič  |
| 8.  | Objem                        | Ko bi jaz              | Tugomir Androja  | Tugomir Androja     | Mojmir Sepe     |
| 9.  | Nina Kompare                 | Vse, kar je            | Patrik Greblo    | Milan Dekleva       | Patrik Greblo   |
| 10. | Tomaž Domicelj               | Zakaj ne maram Mozarta | Tomaž Domicelj   | Tomaž Domicelj      | Milko Lazar     |
| 11. | E-lektra                     | Milje dolga pot        | Zoran Urbanč     | Romana Kamenik      | Zoran Urbanč    |
| 12. | Nino Kozlevčar               | A vendar je pomlad     | Tomaž Kozlevčar  | Dare Hering         | Tomaž Kozlevčar |
| 13. | Jadranka Juras               | Tisoč                  | Rok Golob        | Štefan Miljevič     | Rok Golob       |
| 14. | Tulio Furlanič               | Ljubi me naskrivaj     | Marino Legovič   | Damjana Kenda Hussu | Marino Legovič  |

## Seznam nagrajencev
Nagrada občinstva za najboljšo skladbo v celoti
- Pesek v oči (Matjaž & Urša Vlašič) – Nuša Derenda

| Mesto              | 1.                       | 2.                                | 3.                    | 4.                       | 5.                                    | 6.                   | 7.                                      | 8.                 | 9.                                | 10.                     | 11.                           | 12.                          | 13.                      | 14.             |
| ------------------ | ------------------------ | --------------------------------- | --------------------- | ------------------------ | ------------------------------------- | -------------------- | --------------------------------------- | ------------------ | --------------------------------- | ----------------------- | ----------------------------- | ---------------------------- | ------------------------ | --------------- |
| Izvajalec in pesem | Nuša Derenda Pesek v oči | Nino Kozlevčar A vendar je pomlad | Kalamari Zadnja šansa | Nina Kompare Vse, kar je | Tomaž Domicelj Zakaj ne maram Mozarta | Jadranka Juras Tisoč | Ana Dežman in Branko Robinšak Noč želja | Regina Moja zemlja | Tulio Furlanič Ljubi me naskrivaj | Folkrola Razuzdaj konje | Vera Trafella Ne, ne ljubi me | Malala (Tina Kovačič) Človek | E-lektra Milje dolga pot | Objem Ko bi jaz |
| Št. glasov         | 7990                     | 2957                              | 2164                  | 1848                     | 1601                                  | 1427                 | 1412                                    | 1392               | 955                               | 950                     | 885                           | 714                          | 622                      | 540             |

Oddanih je bilo 25.457 glasov.
Nagrada strokovne žirije za najboljšo skladbo v celoti
- Tisoč (Rok Golob/Štefan Miljevič) – Jadranka Juras

Nagrada za besedilo
- Tomaž Domicelj za pesem Zakaj ne maram Mozarta

Nagrada za aranžma
- Milko Lazar za pesem Zakaj ne maram Mozarta

Nagrada za najboljšega izvajalca
- Tulio Furlanič (Ljubi me naskrivaj)

Nagrada za najboljšega debitanta
- Nina Kompare (Vse, kar je)

Najboljša slovenska popevka vseh časov (ob 40-letnici Slovenske popevke)
- Poletna noč (Mojmir Sepe/Elza Budau) − Marjana Deržaj / Beti Jurković